# Amtsknechtswahn
Amtsknechtswahn ist ein Ortsteil der Gemeinde Much im Rhein-Sieg-Kreis.

## Lage
Amtsknechtswahn liegt im Wahnbachtal. Nachbarweiler im Norden ist Loßkittel, im Osten Roßbruch und im Süden Leverath. Der Ort liegt an der Landesstraße 189.

## Einwohner
Der Ort, früher auch Zu der Wanden oder Zur Waan nach dem Wahnbach benannt, erhielt seinen Namenszusatz spätestens durch den Einwohner Reinhard Caspar Scherer, der nachweislich seit 1694 hier wohnte und von 1687 bis 1712 Amtsknecht der Gemeinde Much war, wie auch andere seiner Familie.
1901 hatte der Weiler 29 Einwohner. Hier lebten die Familien der Ackerer Ferdinand August Müller, Jakob Müller, Wilhelm Overrödder und Joh. Gerhard Stommel.

## Denkmalschutz
Ein Steinwegkreuz im Ort steht unter Denkmalschutz (Nr. 120 der Liste der Baudenkmäler in Much).